# 唐律疏议
《唐律疏议》，又称《律疏》，是指唐朝高宗永徽三年（652年）编定的律文。由长孙无忌等十九人負責编定，永徽四年（653年）頒行。這取代了自唐高祖武德七年（624年）所編定的《武德律》及唐太宗貞觀十一年（637年）所編定的《貞觀律》，成為唐朝法典，且為中國現存最早最完整的法典（战国时期魏国李悝《法经》年代更早，但已失传）。
《唐律疏议》继承魏晋南北朝以来的立法成就，创造性的於律条之後附上注疏，使得「疏在律後，律以疏存」，被认为是中国法制史上之立法典範。由於禮與法在《唐律疏议》裡之完美结合，使得由汉代肇始之「春秋决狱」方法至此終結。
《唐律疏议》精確名称應為《永徽律疏》，《唐律疏议》為後世对其之通称。宋元時稱作《故唐律疏議》。

## 永徽律
唐高宗永徽初年下詔，命由太尉長孫無忌、司空李勣、尚書左僕射于志寧、刑部尚書唐臨、大理卿段寶玄、刑部侍郎劉燕客、御史中丞賈敏行等人，根據舊制唐律重新编修。於永徽二年完成頒布，是為《永徽律》，分名例、衛禁、職制、戶婚、廄庫、擅興、賊盜、鬥訟、詐偽、雜律、捕亡和斷獄等十二篇，五百○二條。

## 永徽律疏
唐高宗永徽三年詔曰：「律學未有定疏，每年所舉明法遂無憑準。宜廣召解律人條義疏奏聞，仍使中書、門下監定。」於是長孫無忌等人著手進行編修注疏，在永徽四年完成並將律文與注疏同時頒布。由此，《永徽律》與其注疏合称《永徽律疏》，即現今《唐律疏议》。

## 影響
對後世之立法如《宋刑统》、《大明律》、《大清律例》等均有深远影响，並直接影響东亚及东南亚多国的立法。